# Мала Клиса
Мала Клиса је насељено место у општини Ђуловац (до 1991. Миоковићево), у западној Славонији, Република Хрватска.

## Историја
До територијалне реорганизације у Хрватској насеље се налазило у саставу бивше велике општине Дарувар.

## Становништво
По попису из 2011. године насеље је имало 2 становника.
| Националност       | 1991.       | 1981.       | 1971.       | 1961.       |
| Срби               | 31 (86,11%) | 25 (67,56%) | 52 (78,78%) | 51 (62,96%) |
| Хрвати             | 5 (13,88%)  | 2 (5,40%)   | 14 (21,21%) | 30 (37,03%) |
| Југословени        | 0           | 9 (24,32%)  | 0           | 0           |
| остали и непознато | 0           | 1 (2,70%)   | 0           | 0           |
| Укупно             | 36          | 37          | 66          | 81          |

- напомене:

Исказује се као насеље од 1948.